# Guerchy
Guerchy is een plaats en voormalige gemeente in het Franse departement Yonne in de regio Bourgogne-Franche-Comté. De plaats maakt deel uit van het arrondissement Auxerre.

## Geschiedenis
De gemeente maakte deel uit van het kanton Aillant-sur-Tholon totdat dit op 22 maart 2015 werd opgeheven en de gemeenten werden opgenomen in het kanton Charny. Op 1 januari 2016 fuseerde Guerchy met Laduz, Neuilly en Villemer tot de huidige commune nouvelle Valravillon, waarvan Guerchy de hoofdplaats werd.

## Geografie
De oppervlakte van Guerchy bedraagt 12,0 km², de bevolkingsdichtheid is 50,1 inwoners per km².
De onderstaande kaart toont de ligging van Guerchy met de belangrijkste infrastructuur en aangrenzende gemeenten.

## Demografie
Onderstaande figuur toont het verloop van het inwonertal (bron: INSEE-tellingen).